# Nevado de Chañi
Nevado de Chañi är ett berg i Anderna, Argentina, högsta topp är 6 380 meter över havet.